# Recurring Dream
Recurring Dream é um álbum de compilação do grupo neozelandes/australiano Crowded House, lançado em 1996. Além dos sucessos antigos da banda, estão presentes também três canções inéditas, são elas Not the Girl You Think You Are, Instinct, e Everything Is Good for You.
| Críticas profissionais                                                      | Críticas profissionais |
| Avaliações da crítica                                                       | Avaliações da crítica  |
| Fonte                                                                       | Avaliação              |
| --------------------------------------------------------------------------- | ---------------------- |
| allmusic                                                                    | [ 1 ]                  |
| Esta tabela precisa de ser acompanhada por texto em prosa. Consulte o guia. |                        |

## Faixas
1. "Weather with You" – 3:44 (Neil Finn & Tim Finn)
2. "World Where You Live"  – 3:05 (N. Finn)
3. "Fall at Your Feet"  – 3:18 (N. Finn)
4. "Locked Out"  – 3:18 (N. Finn)
5. "Don't Dream It's Over"  – 3:55 (N. Finn)
6. "Into Temptation"  – 4:34 (N. Finn)
7. "Pineapple Head"  – 3:28 (N. Finn)
8. "When You Come"  – 4:44 (N. Finn)
9. "Private Universe"  – 5:36 (N. Finn)
10. "Not the Girl You Think You Are"  – 4:08 (N. Finn) (Inédita)
11. "Instinct (song)|Instinct"  – 3:08 (N. Finn) (Inédita)
12. "I Feel Possessed"  – 3:48  (N. Finn)
13. "Four Seasons in One Day" – 2:48 (N. Finn & T. Finn)
14. "It's Only Natural" – 3:32 (N. Finn & T. Finn)
15. "Distant Sun"  – 3:50  (N. Finn)
16. "Something So Strong" – 2:52  (N. Finn & Mitchell Froom)
17. "Mean to Me"  – 3:14 (N. Finn)
18. "Better Be Home Soon"  – 3:10 (N. Finn)
19. "Everything Is Good for You"  – 3:57 (N. Finn) (Inédita)

## Desempenho nas paradas
|                          | Melhor posição |
| ------------------------ | -------------- |
| Austrália - ARIA Charts  | 1              |
| - UK Albums Chart        | 1              |
| - Norwegian Albums Chart | 5              |
| - Música da Suíça        | 17             |
| - Austrian Albums Chart  | 43             |
| - Music of Sweden        | 43             |